# 庆州乡校
庆州乡校是一所乡校(朝鲜王朝教育机构)，位于大韩民国庆尚北道庆州市江东面。该乡校创办日期不详，但有一个供奉明智儒家学者的牌位，以纪念他在高丽王朝为该地方提供中等教育。该址原是国学。国学于682年创立，也就是神文王登基的第二年它是有形文化财产之一。

## 图片集

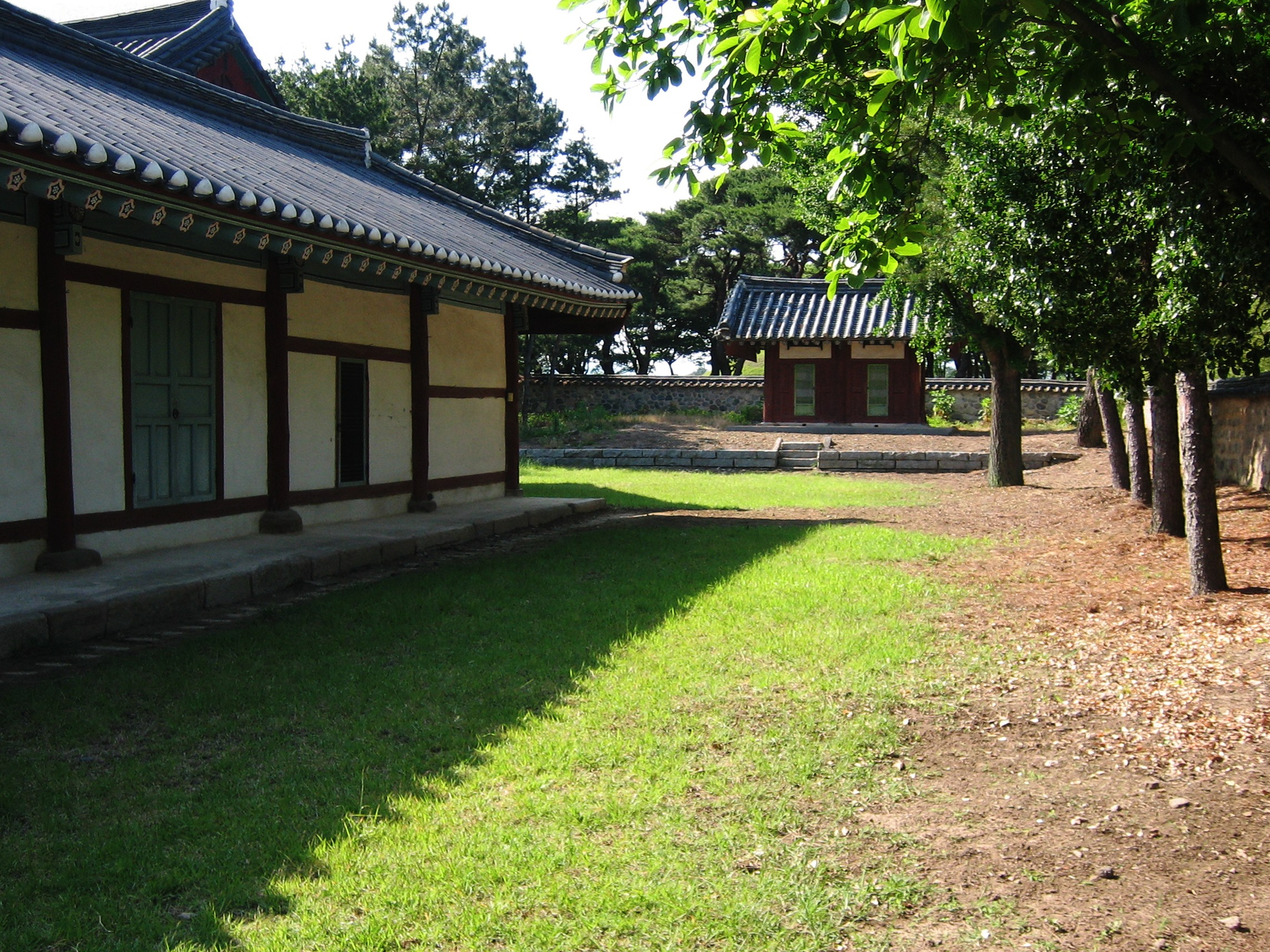
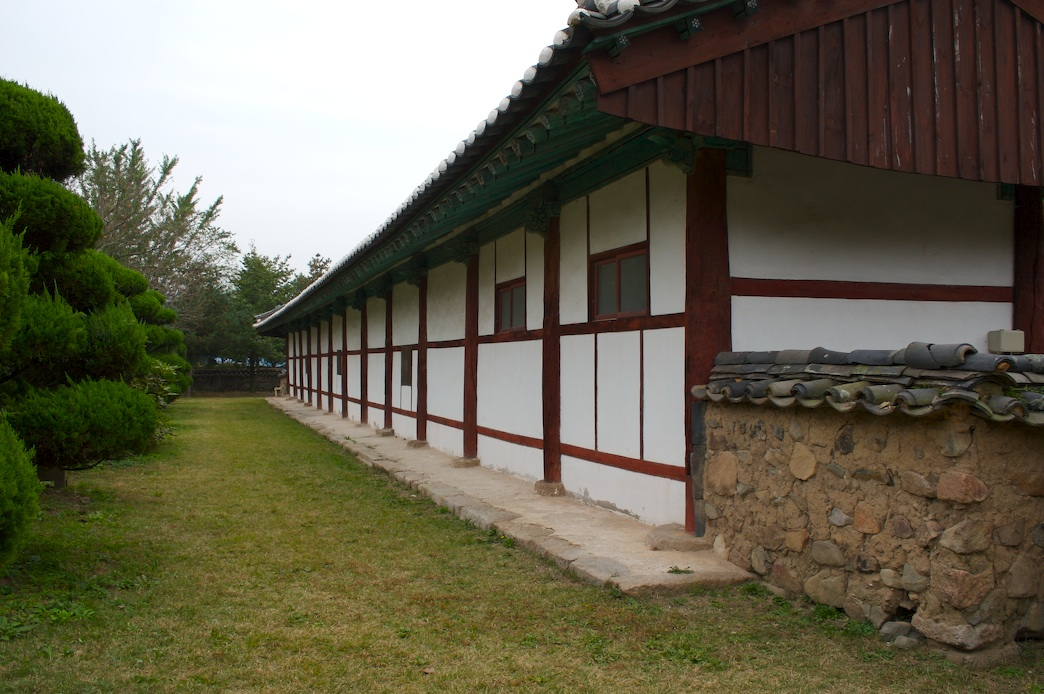
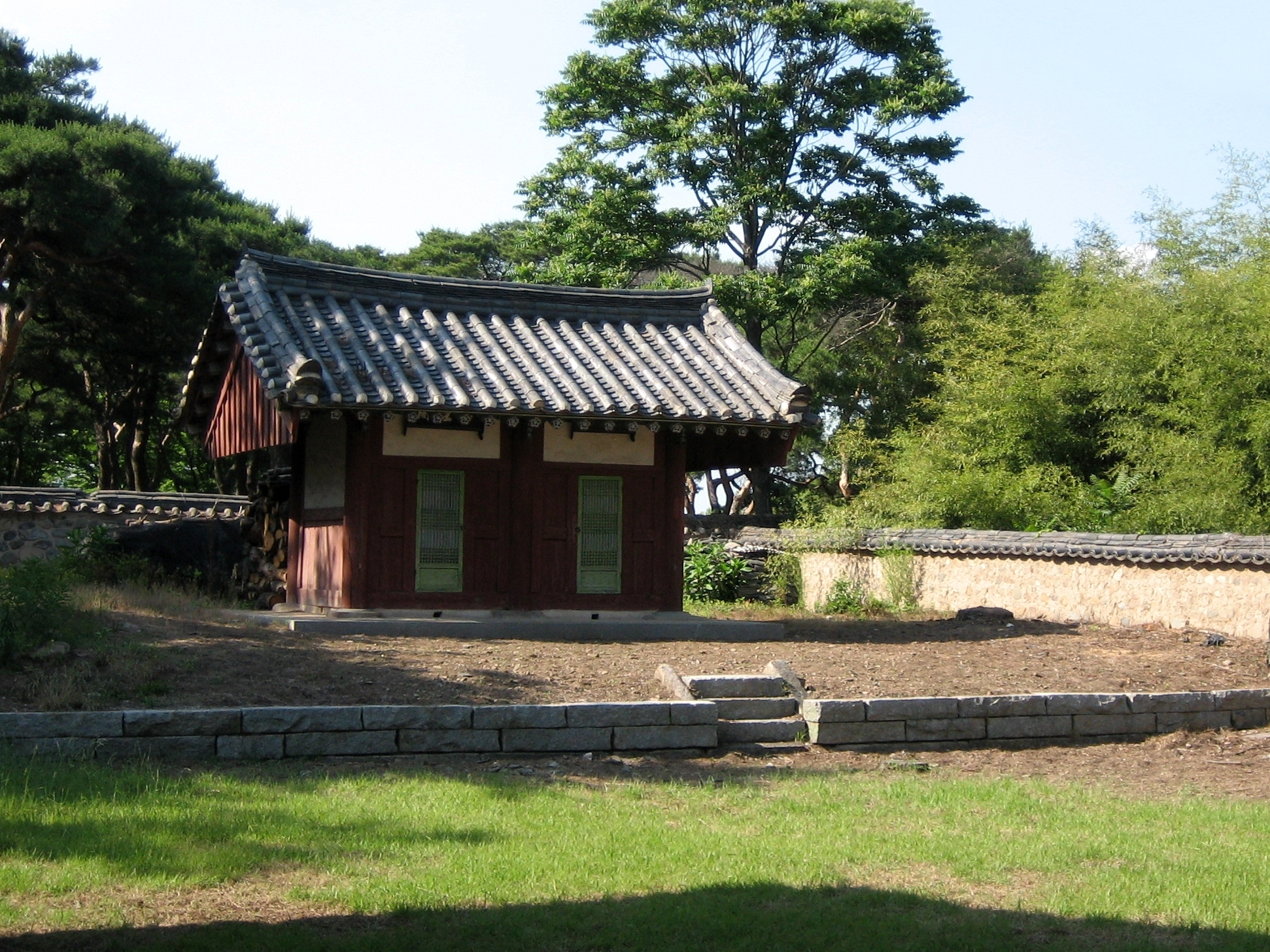
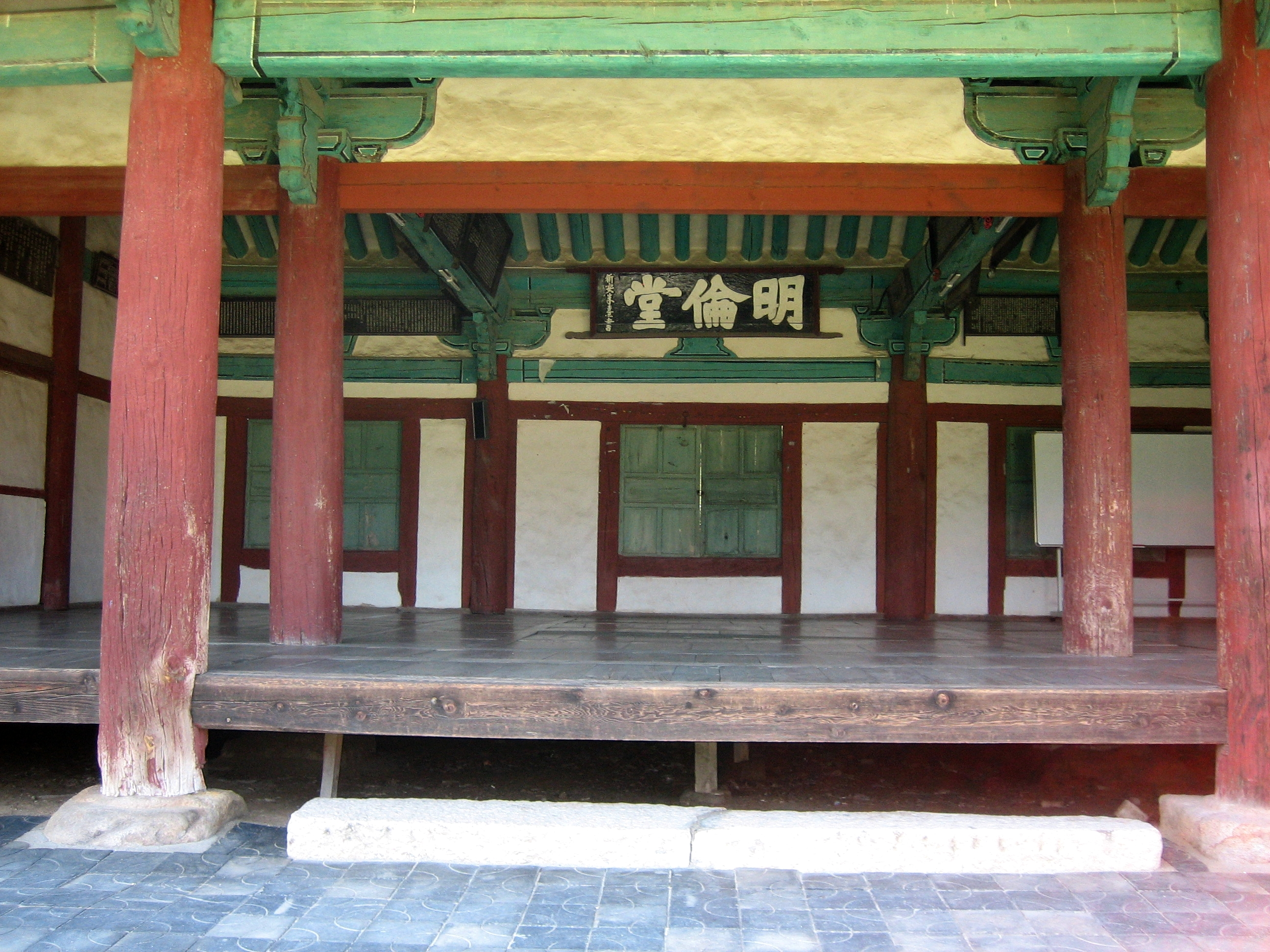